# Frisia I
Die Frisia I ist eine Auto- und Passagierfähre der Reederei Norden-Frisia, die im Linienverkehr zwischen der Ostfriesischen Insel Norderney und Norddeich verkehrt.

## Geschichte
Die Frisia I wurde 1970 unter der Baunummer 561 auf der Meyer Werft in Papenburg gebaut. Die Kiellegung fand im Oktober 1969, der Stapellauf am 24. April 1970 statt. Die Fertigstellung des Schiffes erfolgte im Juni 1970.

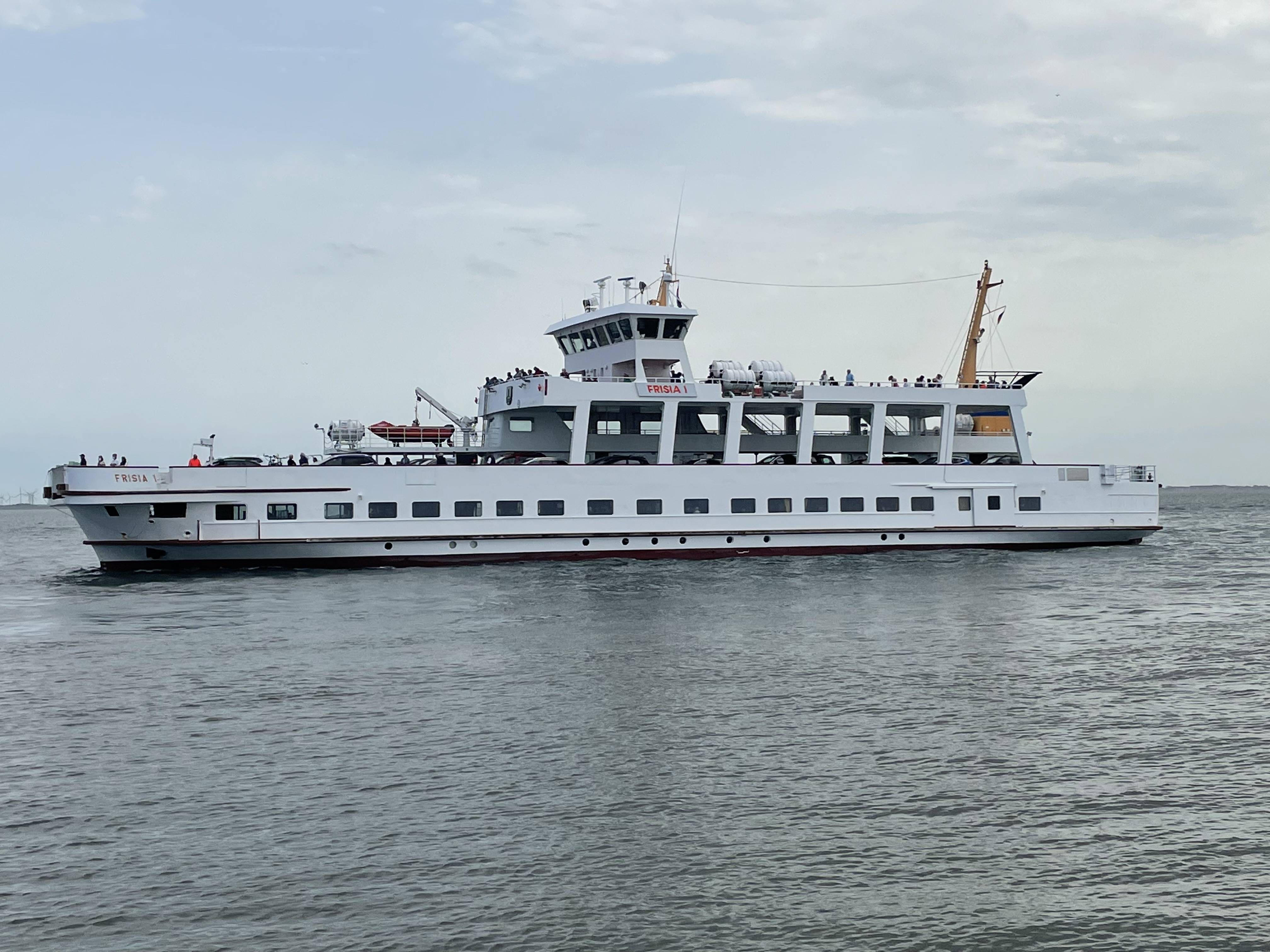
Frisia I bei der Einfahrt in den Hafen von Norderney.

1985 wurde die Fähre von ursprünglich 52 auf die heutigen 63,7 Meter verlängert und kann somit 52 Fahrzeuge und 800 Passagiere aufnehmen.

## Technik
Die Frisia I wird von insgesamt drei Hauptmaschinen angetrieben, einem Sechszylinder-Viertaktmotor des Herstellers Volvo Penta (Typ: TAMD 163 A) mit einer Leistung von 405 kW, der auf einen Festpropeller wirkt, und zwei Zwölfzylinder-Viertaktmotoren des Herstellers Volvo Penta (Typ: D 25 A-MS) mit einer Leistung von jeweils 440 kW, die auf zwei Ruderpropeller wirken.